# Koen Persoons
Koen Persoons est un footballeur belge, né le 12 juillet 1983 à Alost. Il évolue actuellement à Oud-Heverlee Louvain comme milieu de terrain.

## Biographie
Il a commencé à jouer en Jupiler League dans le club de sa ville natale, l'Eendracht Alost en 2001. Puis il a été transféré à Denderleeuw en 2002 avant d'évoluer à partir de juillet 2007, comme milieu de terrain au FC Malines. En 2010, il rejoint le KSC Lokeren, où il remporte la Coupe de Belgique deux ans plus tard.

## Palmarès
- Coupe de Belgique : 2014